# Państwowy Uniwersytet w Erywaniu
Państwowy Uniwersytet w Erywaniu (orm. Երևանի Պետական Համալսարան, YSU) – ormiański uniwersytet w Erywaniu.

## Historia
16 maja 1919 roku Rada Ministrów Armenii postanowiła o utworzeniu Uniwersytetu. Decyzję tę wprowadzono w życie rok później.
| Ranking           | Ranking          |
| Rankingi krajowe  | Rankingi krajowe |
| Ranking           | 2014             |
| ----------------- | ---------------- |
| Webometrics       | 1                |
| Rankingi światowe |                  |
| Webometrics       | 2628             |

## Wydziały
W ramach uniwersytetu działają następujące wydziały:
- Wydział Geografii i Geologii (ang. Faculty of Geography and Geology)
- Wydział Teologii (ang. Faculty of Theology)
- Wydział Orientalistyki (ang. Faculty of Oriental Studies)
- Wydział Dziennikarstwa (ang. Faculty of Journalism)
- Wydział Informatyki i Matematyki Stosowanej (ang. Faculty of Informatics and Applied Mathematics)
- Wydział Prawa (ang. Faculty of Law)
- Wydział Biologii (ang. Faculty of Biology)
- Wydział Filologii Armeńskiej (ang. Faculty of Armenian Philology)
- Wydział Matematyki i Mechaniki (ang. Faculty of Mathematics and Mechanics)
- Wydział Stosunków Międzynarodowych (ang. Faculty of International Relations)
- Wydział Historii (ang. Faculty of History)
- Wydział Fizyki Fal Radiowych (ang. Faculty of Radiophysics)
- Wydział Romansu i Filologii Germańskiej (ang. Faculty of Romance and Germanic Philology)
- Wydział Filologii Rosyjskiej (ang. Faculty of Russian Philology)
- Wydział Socjologii (ang. Faculty of Sociology)
- Wydział Ekonomii i Zarządzania (ang. Faculty of Economics and Management)
- Wydział Filozofii i Psychologii (ang. Faculty of Philosophy and Psychology)
- Wydział Chemii (ang. Faculty of Chemistry)
- Wydział Fizyki (ang. Faculty of Physics)

## Publikacje
Uniwersytet wydaje następujące czasopisma:
- Banber Erevani Hamalsarani. Hasarakakan gitutʻyunner. Pʻilisopʻayutʻyun, hogebanutʻyun., 2010–, ISSN 0321-0405, OCLC 784975238. Brak numerów stron w książce,
- Proceedings of Yerevan State University, 2000–, ISSN 1829-1759. Brak numerów stron w książce.

## Współpraca z polskimi uczelniami
Uniwersytet współpracował z Uniwersytetem Warmińsko-Mazurskim w Olsztynie .